# 潇湘水云
《潇湘水云》是一首古琴曲，无射均（紧五弦）定弦，南宋琴家郭沔（字楚望）望九嶷山被瀟水和湘水的雲霧所蔽，引發憂國之情所制。

## 背景
此曲的譜本最早见于明朝朱权编写的《神奇秘谱》，其题解说：“臞仙曰，是曲也，楚望先生郭沔所制。先生永嘉人，每欲望九嶷，为潇湘之云所蔽，以寓惓惓之意也。然水云之为曲，有悠扬自得之趣，水光云影之兴；更有满头风雨，一蓑江表，扁舟五湖之志”。後來的一些琴譜如《風宣玄品》、《西麓堂琴統》等都將其標為描述山水風光的曲子。
但這一説法未必準確。因爲当时正逢金兵入侵南宋，郭楚望移居湘中寧遠九嶷山下，於瀟湘之上泛舟而游，瀟水澆山，远远眺望，观赏雲水奔騰。但此时山被雲水遮蔽，不見天日，正如当时的時勢，因此他心中悲痛，如九嶷雲縈，遂譜《瀟湘水雲》，以曲抒鬱。明朝陶宗仪曾在其《辍耕录》中收錄元初黃萊的一首詩作，以描述郭楚望的憤恨。

## 段落
此曲版本很多，《神奇秘谱》原载共十段，各段标题为：
1. 洞庭烟雨
2. 江汉舒晴
3. 天光云影
4. 水接天隅
5. 浪捲云飞
6. 风起水涌
7. 水天一碧
8. 寒江月冷
9. 万里澄波
10. 影涵万象

清朝以后逐渐发展成十三段、十八段不等。

## 分析
乐曲以泛音演奏的引子开始，展示核心曲调，利用泛音营造烟雨朦胧的氛围。入拍后，前半曲以按音演奏，主题曲调委婉舒展；过渡段以低音弦上大幅度的“往来”模拟了波涛翻滚的形象（《五知斋琴谱》上注有“水云声”的提示），向后半曲奔腾激越的情绪发展。后半曲以獨特的蟹行指法、极高音区的按音（最高至二徽六分）、大音程的按音散音之间的跳跃以及按音泛音相间等手法将全曲推向了高潮。之后速度减慢，不完整的再现主题曲调，结束在泛音尾声段上。

## 演奏版本
此曲流传广泛，各流派都有人擅长演奏，形成不同风格，现今流传最广的两个版本是：
- 查阜西传谱，《自远堂琴谱》。查阜西因善弹此曲，被誉为“查潇湘”。
- 吴景略演奏，《五知斋琴谱》等合參。

此曲在现代也被改编为古琴和管弦乐队协奏曲。
另有吳文光及姚丙炎依《神奇秘譜》打譜並演奏的版本。

## 外部連結
- YouTube上的〈瀟湘水雲〉，吳景略演奏
- YouTube上的〈瀟湘水雲〉，始於21分50秒，吳文光演奏
- YouTube上的〈瀟湘水雲〉，楊秋悅演奏
- YouTube上的〈瀟湘水雲〉，《神奇秘譜》本，朱育賢演奏